# John O’Sullivan (Politiker, 1901)
John L. O’Sullivan (* 8. Juni 1901 in Clonakilty, County Cork, Irland; † 28. Februar 1990 in Cork) war ein irischer Landwirt und Politiker der Fine Gael. O’Sullivan war ein Kämpfer und Polizist während des Unabhängigkeitskriegs. Er war von 1954 bis 1961 Mitglied des Seanad Éireann, des irischen Oberhauses, sowie von 1969 bis 1977 Teachta Dála (Abgeordneter) im Dáil Éireann, dem irischen Unterhaus des Oireachtas.
1950 wurde er in den Cork County Council gewählt und behielt diesen Sitz bis zum Lebensende. 1972 war er Ratsvorsitzender. 
Schon bei den Wahlen 1937 hatte O’Sullivan ohne Erfolg versucht, im Wahlkreis Cork West einen Sitz im Dáil Éireann zu erringen. Er trat zu den Wahlen 1951 und 1954 erneut an, hatte aber wiederum keinen Erfolg. Er wurde aber über die Verwaltungsliste in den Seanad Éireann gewählt und konnte seinen Sitz dort bis 1961 halten. Auch bei den Wahlen 1961 und 1965 war ihm der Erfolg im neu zugeschnittenen Wahlkreis Cork South-West versagt. Erst bei den Wahlen zum Dáil Éireann 1969 konnte er dann in den Dáil einziehen. Dort hatte er von 1970 bis 1977 den Vorsitz der Fine Gael-Fraktionen im Oireachtas. Bei den Wahlen 1973 gelang ihm die Wiederwahl, er scheiterte dann aber bei den Wahlen 1977.
John L. O’Sullivan war seit 1940 mit Bridie verheiratet und hatte mit ihr sechs Kinder.